# Аґболаґ (Урмія)
Аґболаґ (перс. اغبلاغ) — село в Ірані, входить до складу дехестану Південний Барандузчай у Центральному бахші шахрестану Урмія провінції Західний Азербайджан.